# Donkrimmun

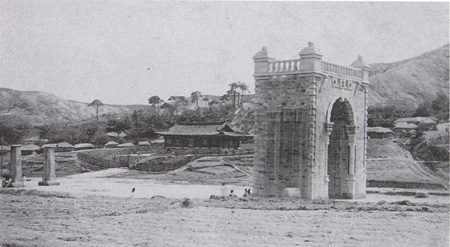
De poort in 1897

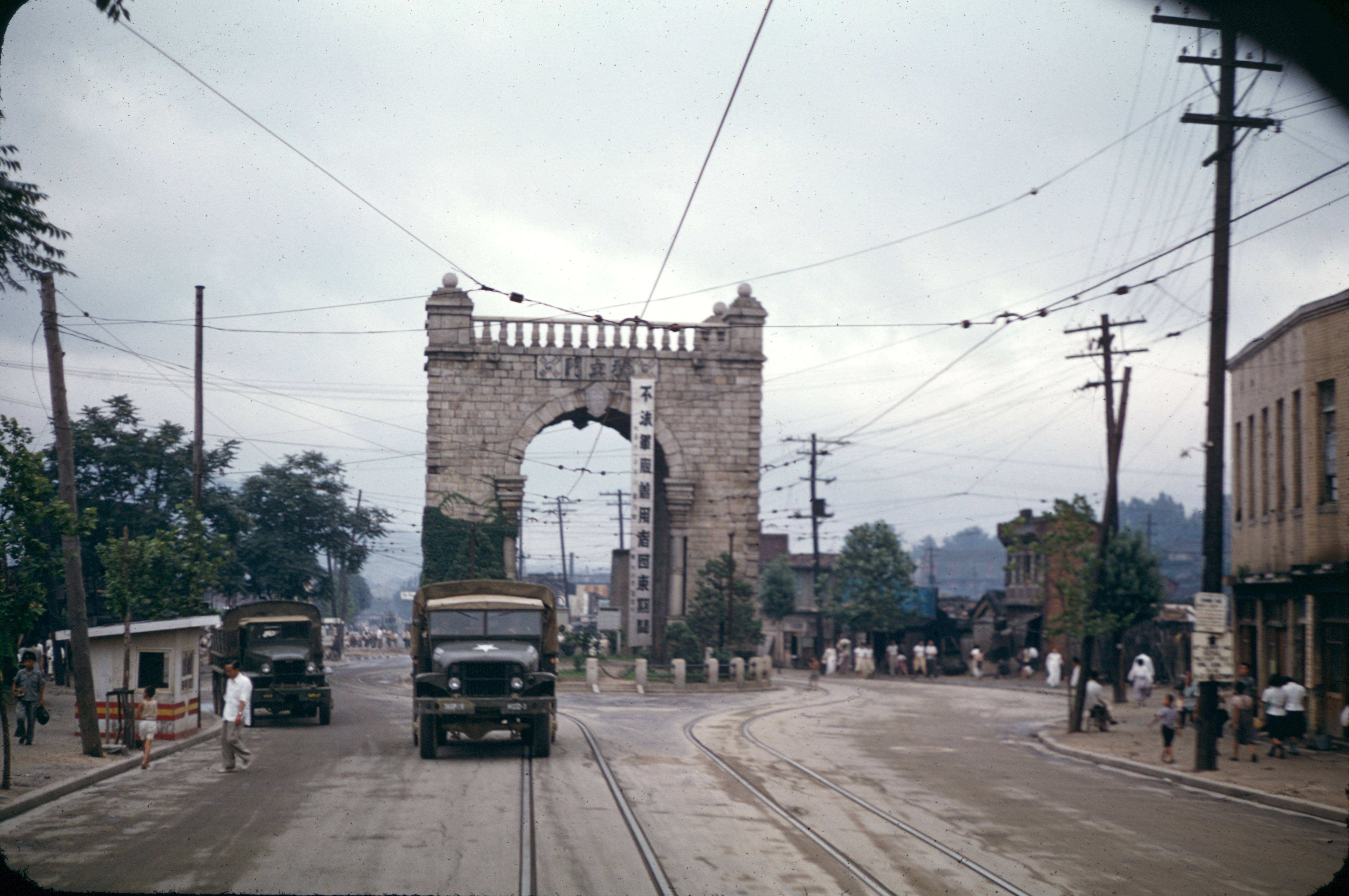
idem in 1955 voor de verhuizing

Donkrimmun is een poort in de Zuid-Koreaanse hoofdstad Seoel die in 1897 werd opgericht om de onafhankelijkheid van Keizerrijk China te vieren. De poort wordt daarom ook wel 'onafhankelijkheidspoort' (Engels: Independence Gate) genoemd.
De overwinning op China in 1894 van Japan, zorgde ervoor dat Korea onafhankelijk werd van China, daarmee werd ook het eeuwenlange systeem van tribuut brengen afgeschaft. Om dit bij de burgers onder de aandacht te brengen werd een nieuwe poort gebouwd om de diplomatieke onafhankelijkheid van Joseon te symboliseren. Het plan hiertoe werd goedgekeurd door koning Gojong en hij noemde het 'de 'onafhankelijkheidspoort' (Koreaans: 독립문). De poort staat achter Yeongeunmun welke was opgericht ter verwelkoming van Chinese delegaties. Deze laatste poort werd in 1895 gesloopt.
De bouw van de nieuwe poort werd op 21 november 1896 gestart en op 20 november 1897 was de poort klaar.
De poort is 14,28 meter hoog, 11,48 meter breed en is gebouwd met ongeveer 1850 stukken graniet. Voor het ontwerp is gekeken naar de Parijse Arc de Triomphe. In 1979 werd de poort 70 meter verplaatst naar het noordwesten.